# Радосвет Коларов
Радосвет Стефанов Коларов е български литературовед.

## Биография
Роден е на 3 юли 1942 г. в София.
Завършва гимназия в столицата (1961) и специалността Българска филология в СУ (1965).
Работи в Катедрата по теория на литературата към ФСлФ в СУ (от 1972 г.). Филолог-специалист (от 1975 г.), научен сътрудник (от 1976), старши научен сътрудник (от 1986), зам.-директор (от 1989) на Института за литература при БАН, ръководител на секция Теория на литературата в ИЛ към БАН (от 1991).
Защитава дисертация на тема „Художествени функции на звуковия строеж в прозата“ (1974).
Чете курс лекции по български език и литература в университетите в Лондон и Оксфорд (1979 – 1981). Специализира в продължение на пет месеца в Москва.
Участва в множество редакционни колегии (вкл. и на международни издания – Essays in Poetics), главен редактор на сп. „Литературна мисъл“.
Научните интереси на Коларов са насочени към литературната теория и поетика, наратологията, когнитивната поетика, към изследване на функционалния строеж на литературната творба и разкриване на нейното идейно-художествено единство.
Трудове на Коларов са превеждани и публикувани в редица чужди издания („Звук и смисъл в художествената проза“, сп. Slovenska literatura, 1988, 2, „Обесването на Васил Левски“ и поетиката на Ботев. Опит за още една интерпретация“, сп. Essays in Poetics, 1981, 2, „Gogol's Creative Memory: The Bird-Troika Revisited“, сп. Essays in Poetics, 2004, 24).

## Отличия
Проф. Радосвет Коларов е носител на Националната награда за литературна критика „Иван Радославов и Иван Мешеков“ (2005).
Почетен доктор на Пловдивския университет и носител на наградата „Питагор“ за 2009.